# Carcina
Carcina är ett släkte av fjärilar som beskrevs av Jacob Hübner 1825. Carcina ingår i familjen Vecklarmalar, (Peleopodidae), men enligt Catalogue of Life är tillhörigheten istället familjen praktmalar, (Oecophoridae).
Kladogram enligt Catalogue of Life och Dyntaxa:
| Carcina | \| \| Carcina cancella \| \| \| \| \| \| Carcina faganella \| \| \| \| \| \| Carcina haemographa \| \| \| \| \| \| Carcina purpurana \| \| \| \| \| \| Ekpraktmal Carcina quercana \| \| \| \| |
|         | \| \| Carcina cancella \| \| \| \| \| \| Carcina faganella \| \| \| \| \| \| Carcina haemographa \| \| \| \| \| \| Carcina purpurana \| \| \| \| \| \| Ekpraktmal Carcina quercana \| \| \| \| |
|         | Carcina cancella |
|         | |
|         | Carcina faganella |
|         | |
|         | Carcina haemographa |
|         | |
|         | Carcina purpurana |
|         | |
|         | Ekpraktmal Carcina quercana |
|         | |

## Bildgalleri

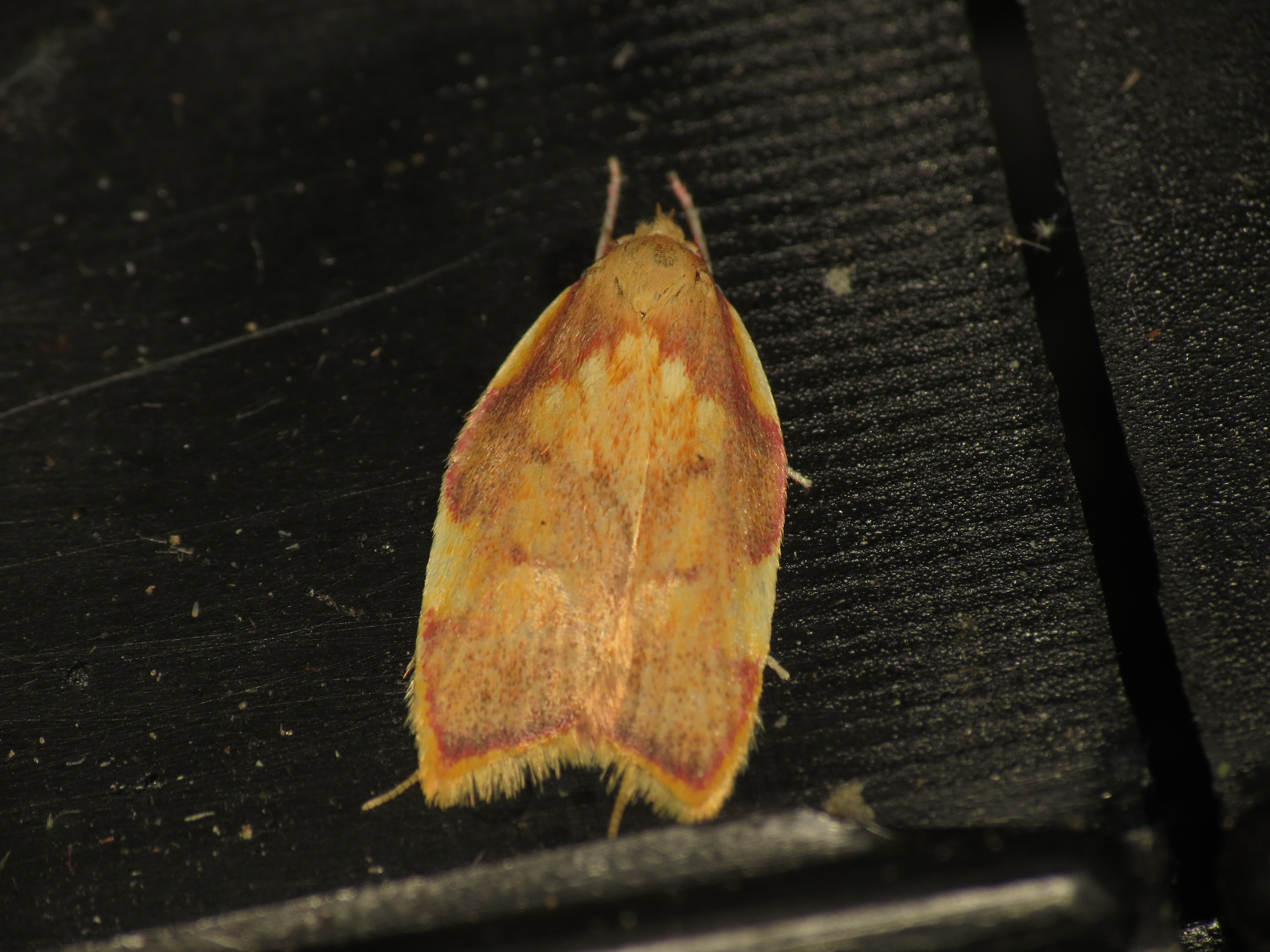
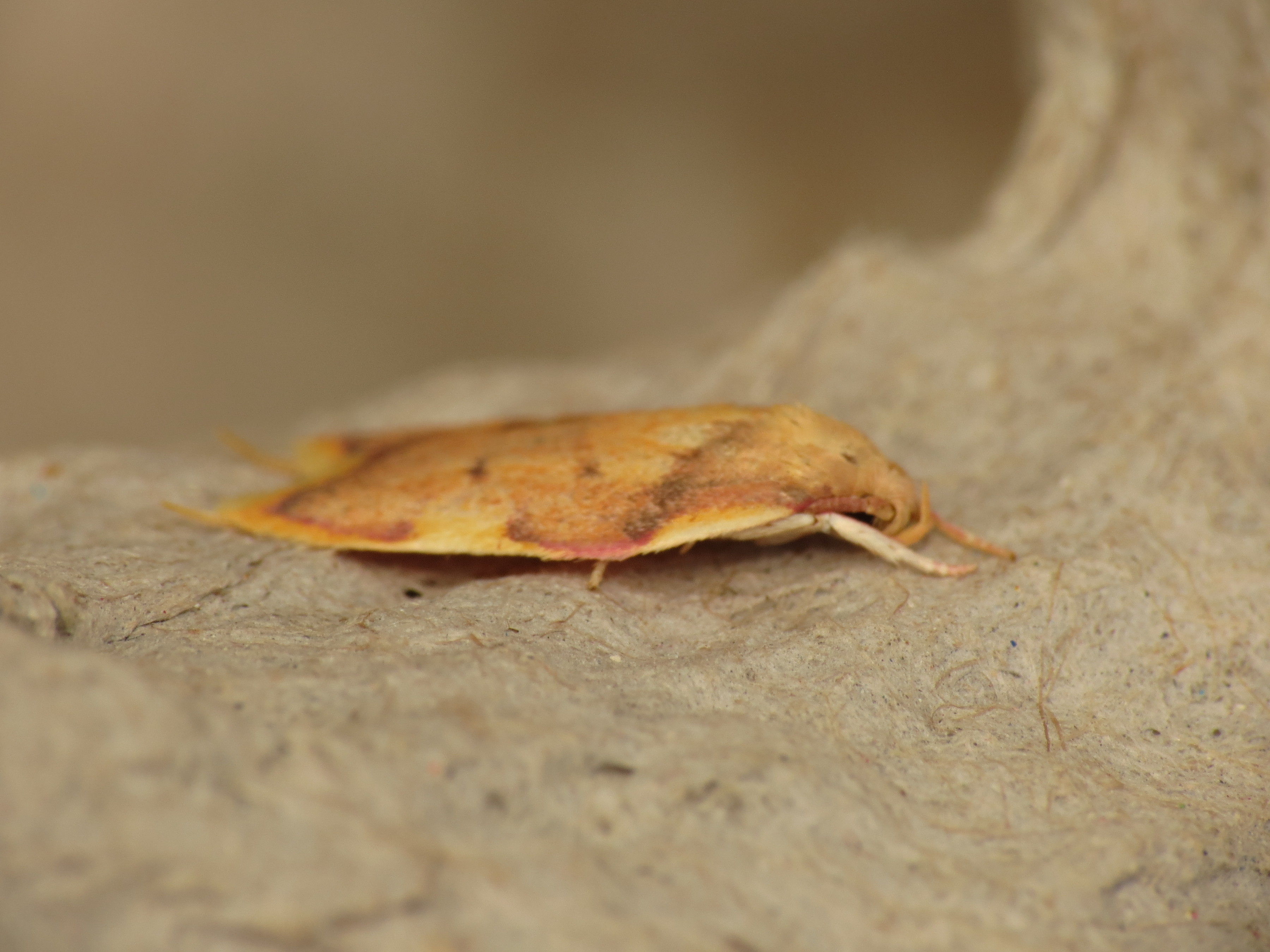
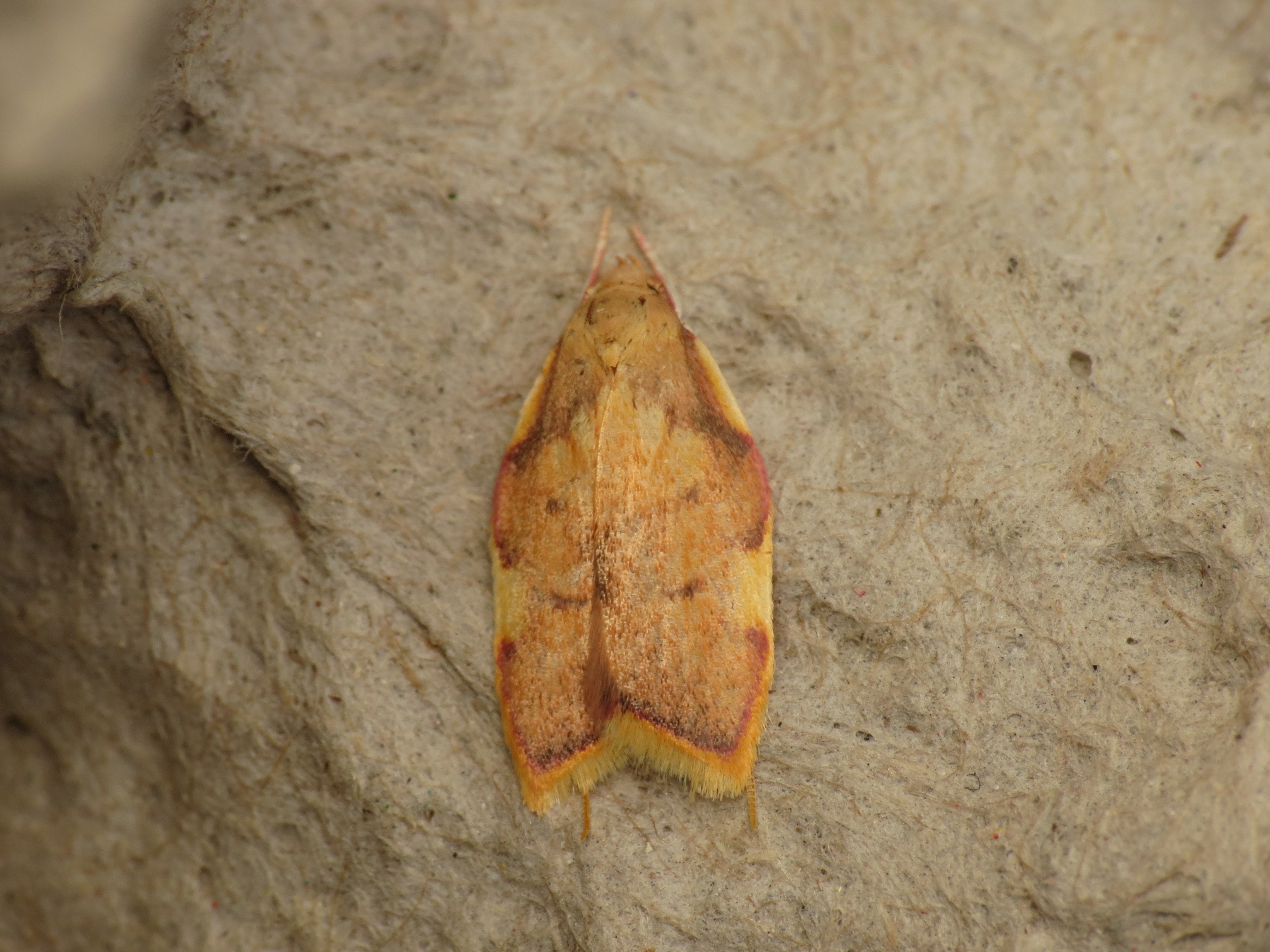
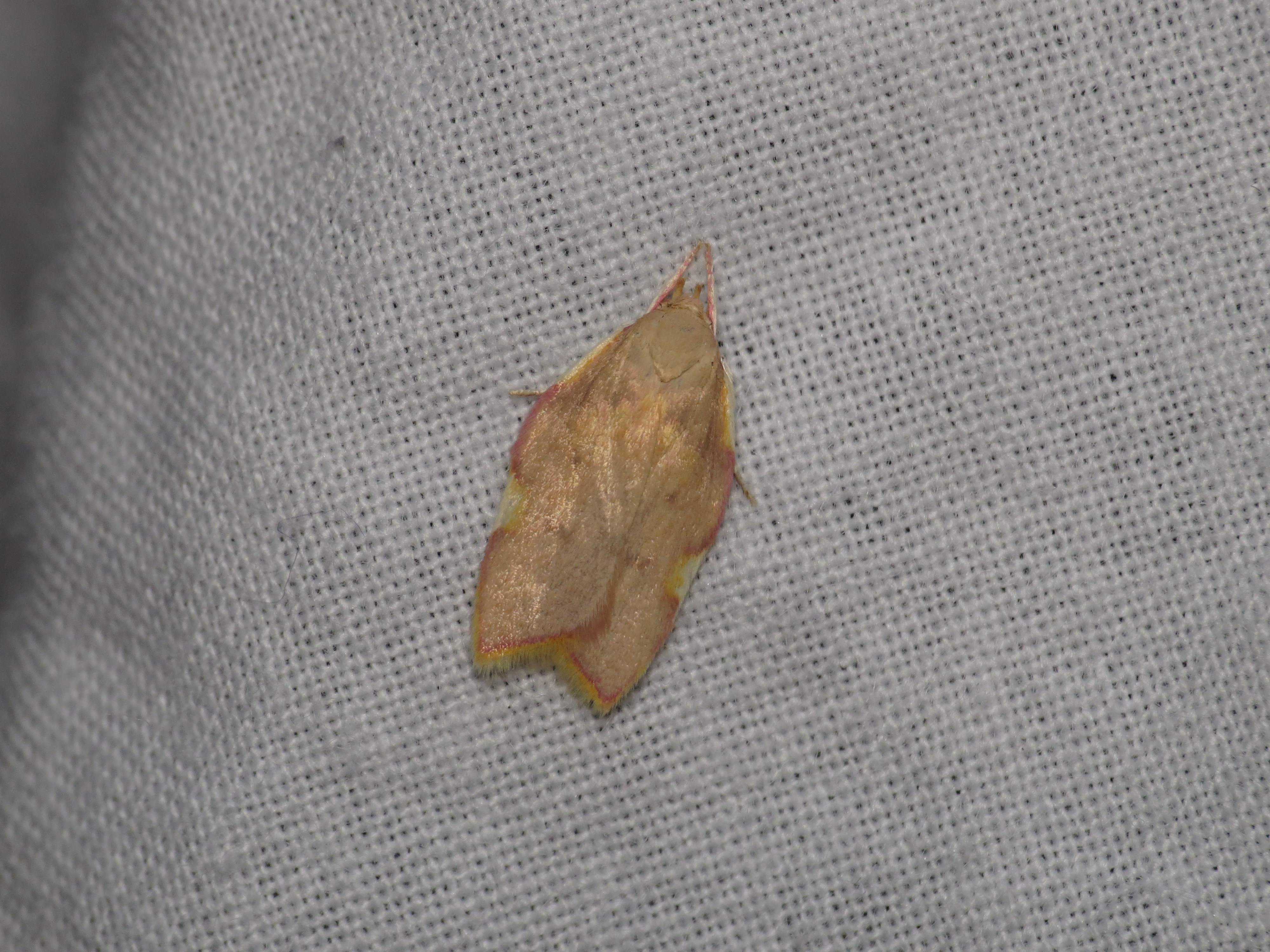
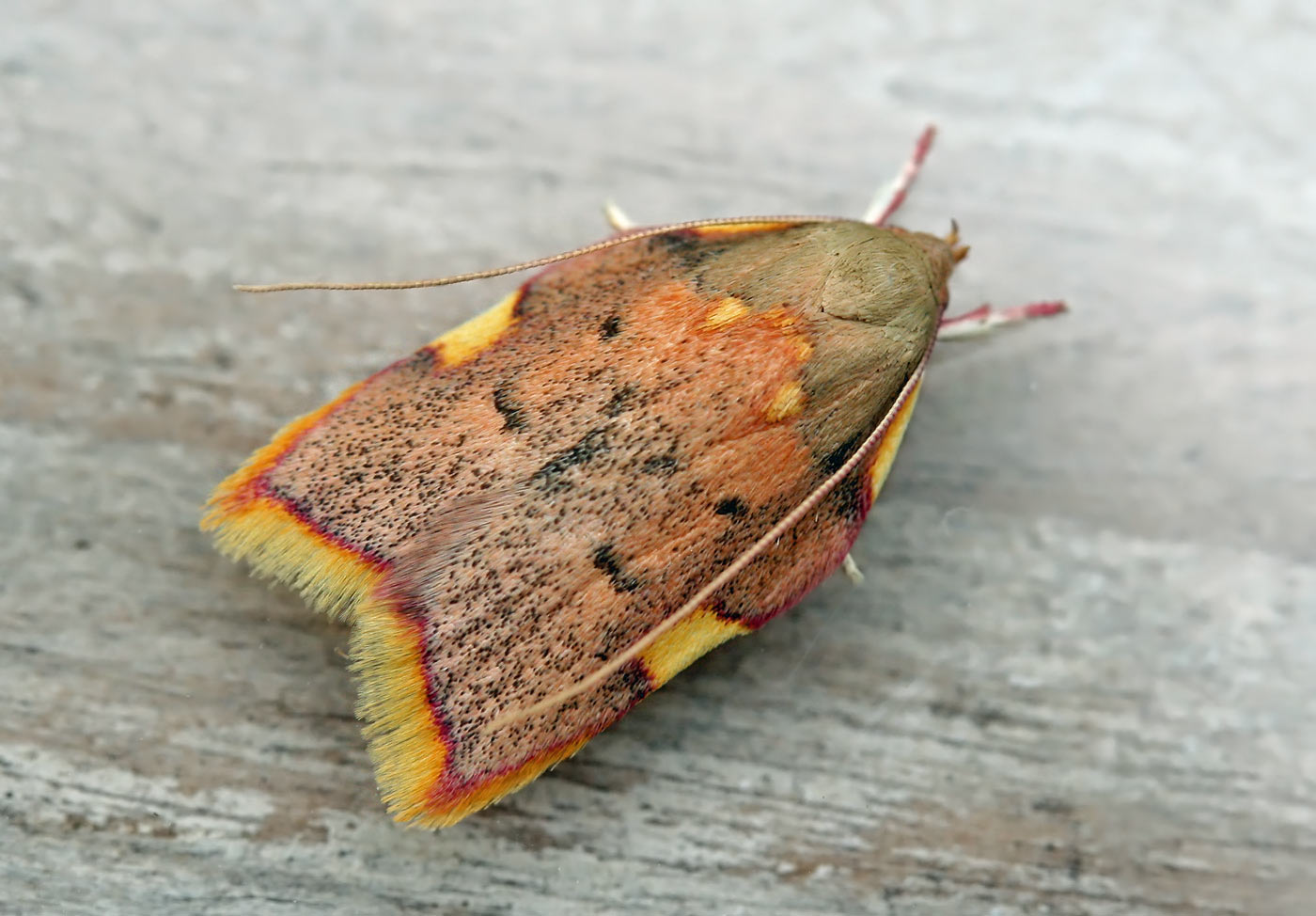
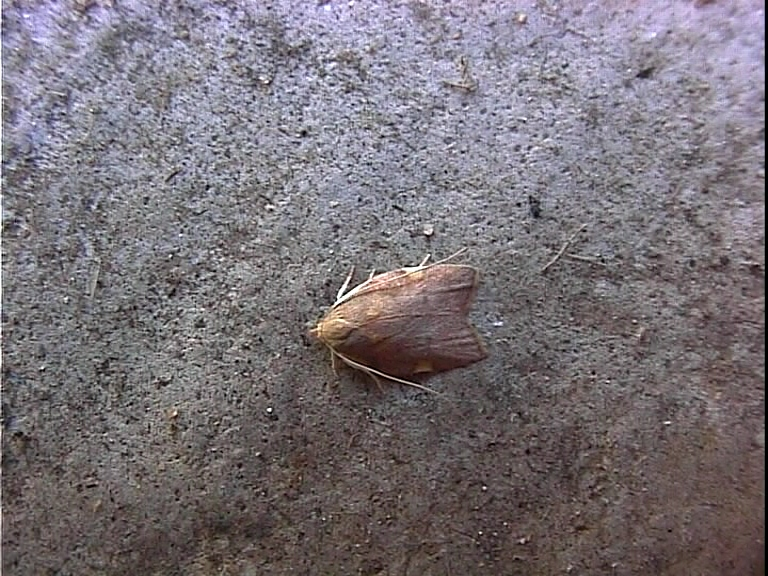